# Десна
Десна́ — річка в Україні (Сумська, Чернігівська, Київська області) та Росії (Смоленська та Брянська області). Ліва притока Дніпра (басейн Чорного моря). За площею водозбірного басейну Десна посідає друге місце серед приток Дніпра (після Прип'яті).
У XIX—XX століттях на Десні активно розвивалося судноплавство, але на початку XXI століття річка втратила транспортне значення.

## Опис
Довжина 1130 км (із них в Україні 591 км). Площа басейну 88,9 тис. км² (за водозбірною площею Десна посідає друге місце серед приток Дніпра). Площа водозбору річки Десна на території України становить 33820 км². Долина переважно трапецієподібна, у верхній та середній течії асиметрична — з низьким лівим і високим правим берегом; нижче береги пологі, піщані. Заплава заболочена, багато проток, стариць та озер. Річище звивисте, завширшки до 450 м (пересічна ширина 200 м). Глибина річки 2—4 м (максимальна 17 м). Похил річки 1 м/км.
Живлення переважно снігове, навесні часті повені, влітку (в межень) рівень води спадає на 3—4 м. Швидкість течії у межах Київської області дуже висока як для рівнинної річки.
Мінералізація води р. Десна (м. Чернігів) в середньому становить: весняна повінь — 271 мг/дм³; літньо-осіння межень — 351 мг/дм³; зимова межень — 376 мг/дм³.

## Географія
Починається Десна на Смоленській височині. Тече переважно на південь/південний захід. Впадає до Дніпра в Київській області вище Києва.

## Притоки
На своєму шляху приймає 17 правих та 13 лівих значних приток, серед них найбільші — Судость, Снов, Сейм, Остер.
Інші притоки:
- Праві — Судость, Рогізна, Смяч, Малотечка, Ласка, Головесня, Убідь, Берествиця, Пулка, Бистрик, Стрижень, Білоус, Мена, Снов, Смячка, Молохва, Мета.
- Ліві — Рукав Десенка, Свига, Торкна, Свірж, Івотка, Остер, Болва, Навля, Нерусса, Доч, Шостка, Єсмань, Старик, Жорновець, Сейм, Стара Десна, Береза, Вересоч, Деменка, Угор, Вздвиж, Золотинка, Смолянка, Махнія, Старуха.

## Міста на Десні
- Україна — Новгород-Сіверський, Чернігів, Остер.
- Росія — Єльня, Десногорськ, Жуковка, Брянськ, Трубчевськ.

## Судноплавство
Середня глибина Десни в більшій частині її протяжности в Україні — 2—4 м, максимальна — 17 м.
У другій половині ХІХ століття активно розвивалося судноплавство на Десні, якою проходив зручний шлях від Новгорода-Сіверського до Києва. У цей період в Чернігові відбудовали пристань, на Десні з'явилися перші пароплави. З північних регіонів до Києва річкою перевозили залізні, стальні та скляні вироби, ліс, а звідти хліб, цукор, спирт, сіль тощо. На початку 1870-х років по Десні перевозилось 2 830 тис. пудів вантажу щорічно, а на початку 1880-х — вже 3 121 тис. пудів.

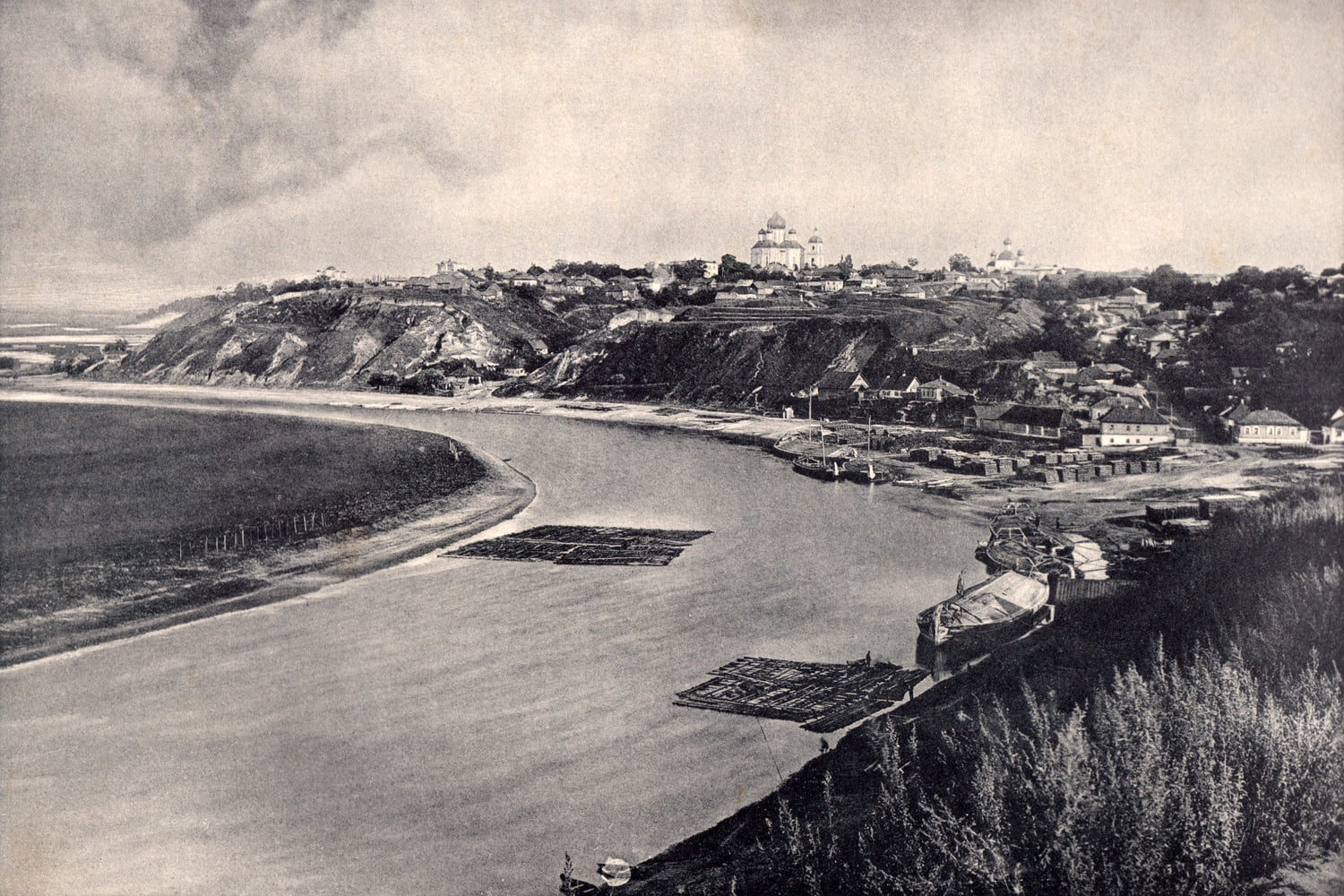
Новгород-Сіверський. Вид на пристань на Десні (1911)

На межі ХІХ-ХХ століть Десною організували й поштово-пасажирські рейси. Так у 1890-х роках між Новгород-Сіверським та Макошиним ходили пароплави «Суворов» та «Варвара», які перевозили по 50 чоловік за один рейс, були також пароплавні рейси між Черніговом і Новгородом-Сіверським.
Після Другої світової війни на Десні тривав розвиток пасажирського та вантажного річкового транспорту. У 1956 році на воду спустили теплохід «Олександр Довженко», який майже 70 років він виконував регулярні рейси за маршрутом Київ — Чернігів.
У 1964 році в Чернігові відкрили річковий порт, до якого приписали Новгород-Сіверську пристань і причал Путивськ. До 1985 року там працювали два пасажирські теплоходи, буксирний катер і плавучий кран, який щомісяця обробляв близько 25,5 тисяч тонн вантажів. Новгород-Сіверщина була тоді одним із головних постачальників лісу, крейди, вапна та піску на Лівобережжі. Наприклад, з Путивського крейдяного кар'єру баржами доставляли до 500 тонн крейди за раз на Чернігівський силікатний завод.
Ще в 1980-х роках закінчився термін експлуатації більшості суден, які здійснювали пасажирські перевезення Десною, і з того часу пасажирів цією річкою більше не перевозили.
А в 1990-ті роки й Чернігівський річковий порт, і Новгород-Сіверська пристань зіткнулися зі значними труднощами: підприємство зазнавало збитків, а обсяги перевезень скорочувалися. У результаті Новгород-Сіверська пристань була остаточно ліквідована в 2012 році.
Регулярне судноплавство на Десні здійснювалося до 1990-х років на 535 км від гирла. Проте з 1990-х років воно занепало, і фарватер перестали регулярно поглиблювати. Так поступово Десна втратила транспортне значення.
Десна також має велике рекреаційне значення, позаяк на її берегах розташовано велику кількість пансіонатів. У межах України по Десні проходять популярні байдаркові маршрути з великою кількістю зручних стоянок.

## Фауна
У Десні та її притоках водиться понад 35 видів риб, серед яких карась китайський, судак, головень, жерех (білизна), густера, лящ, вязь, чехоня, верховодка (уклейка), плотва, карась, окунь, короп, щука, вугор, сом, в'юн, йорж, носар, лин, стерлядь. Рибне багатство в останні роки зменшується через масове браконьєрство.

## Походження назви
Гідронім «Десна» доволі поширений на територіях розселення слов'ян. Він виводиться з прасл. *desnъ («правий»); згідно зі словником Б. Грінченка, словом «де́сна» українці називали праву руку ще на початку ХХ сторіччя. Але тривалий час тлумаченню назви річок як «права» заважав факт, що всі вони є не правими (за сучасними правилами географії — за течією), а навпаки, лівими притоками. В. А. Никонов у своєму словнику серед інших гіпотез опублікував припущення, що в давнину слов'яни іменували притоки не за течією, а проти неї. Здогадка надалі була переконливо обґрунтована академіком М. І. Толстим. Академік О. О. Шахматов наводить гідронім «Десна» як доказ просування на північ слов'янських племен антів після їхньої поразки від аварів (обрів).
Відомий краєзнавець О. П. Знойко зазначає: «Десна — антський гідронім, подібно до інших. Неподоланна любов до своєї землі не дозволила антам відступити перед аварами. Жорстока поразка від готів (IV ст.), безперечно, посунула антів на північ. До зустрічі з аварами дожили нащадки колись могутнього народу — плем'я танів — данів (за Шафариком — танва), але й вони, мабуть, подалися на північ. Тому з VI століття згадок про перебування антів на Дніпрі немає. Хроніка Менандра (568—582 рр.), де йдеться про розгром антів у бою з аварами й жахливі наслідки цієї поразки, пояснює, чому в сучасних хронологіях 568 рік згадується як дата розселення слов'ян на захід. Академік О. О. Шахматов писав, що в цей час анти зайняли північну частину території Подолії, Волині й Київщини. Саме на Київщині, ймовірно, й відбувся остаточний розгром антів аварами».
Десна дала свою назву українській етнічній землі — Подесінню.

## Десна в творах мистецтва
Річку оспівано в повісті Олександра Довженка «Зачарована Десна» та однойменному фільмі режисера Юлії Солнцевої, романі Володимира Ворони «Одвічний Дух Десни», вірші Миколи Вінграновського «Ще під інеєм човен лежав без весла…».
О. Довженко в «Зачарованій Десні» описує її так:
| | Благословенна будь, моя незаймана дівице Десно, що, згадуючи тебе вже много літ, я завжди добрішав, почував себе невичерпно багатим і щедрим… Щасливий я, що народився на твоєму березі, що пив у незабутні роки твою м’яку, веселу, сиву воду, ходив босий по твоїх казкових висипах, слухав рибальських розмов на твоїх човнах і казання старих про давнину, що й досі, дивлячись часом униз, не втратив щастя бачити оті зорі навіть у буденних калюжах на життєвих шляхах |
| — https://www.village.com.ua/village/knowledge/podcast/346359-ukrainian-history-street-2023-s02e10 | |

## Галерея

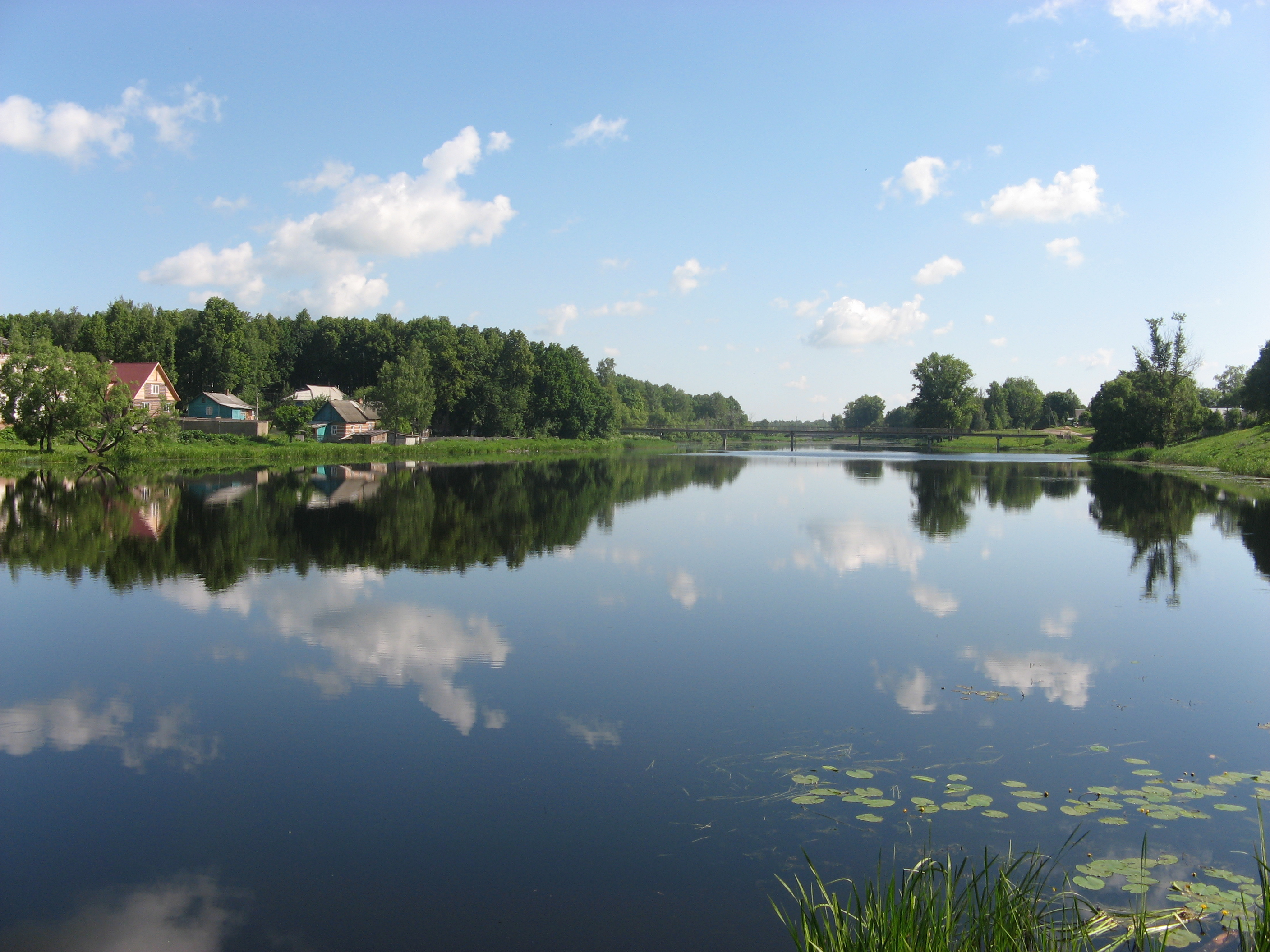
Поблизу міста Єльня
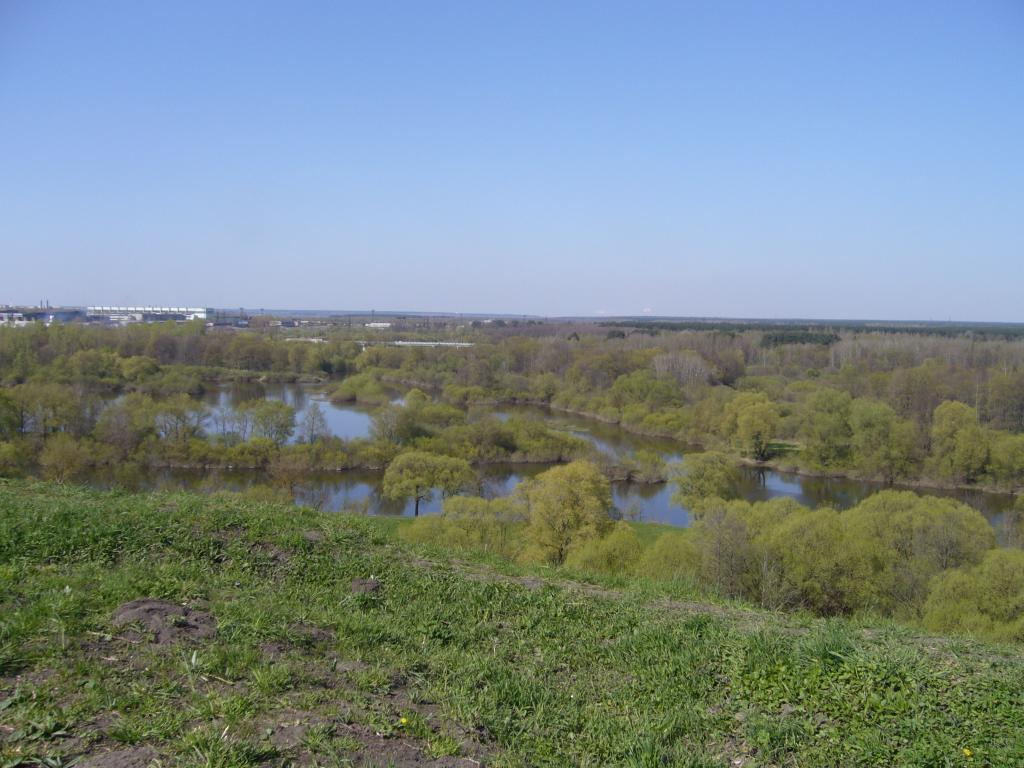
Поблизу міста Брянськ
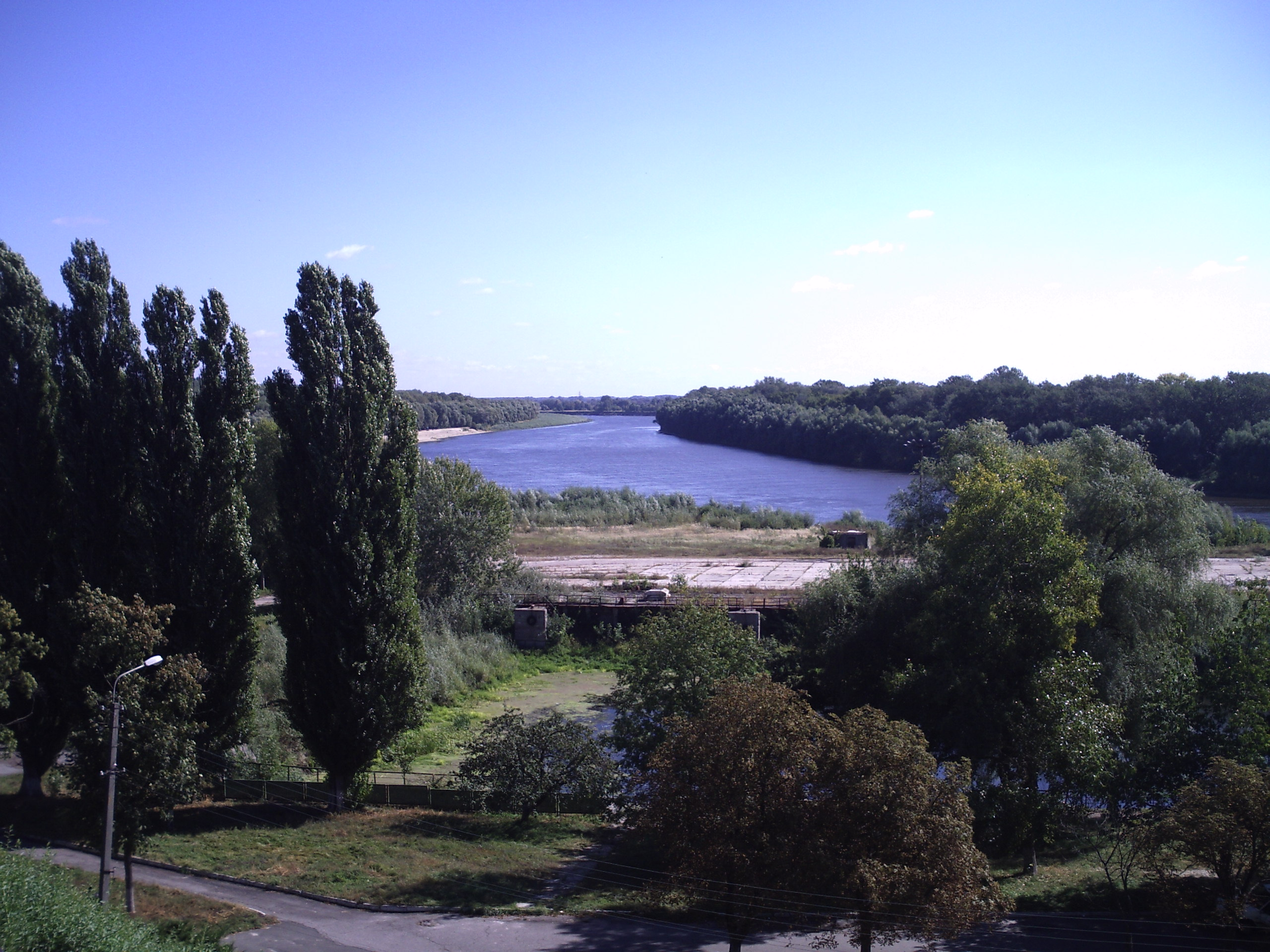
Вигляд з чернігівського Дитинця
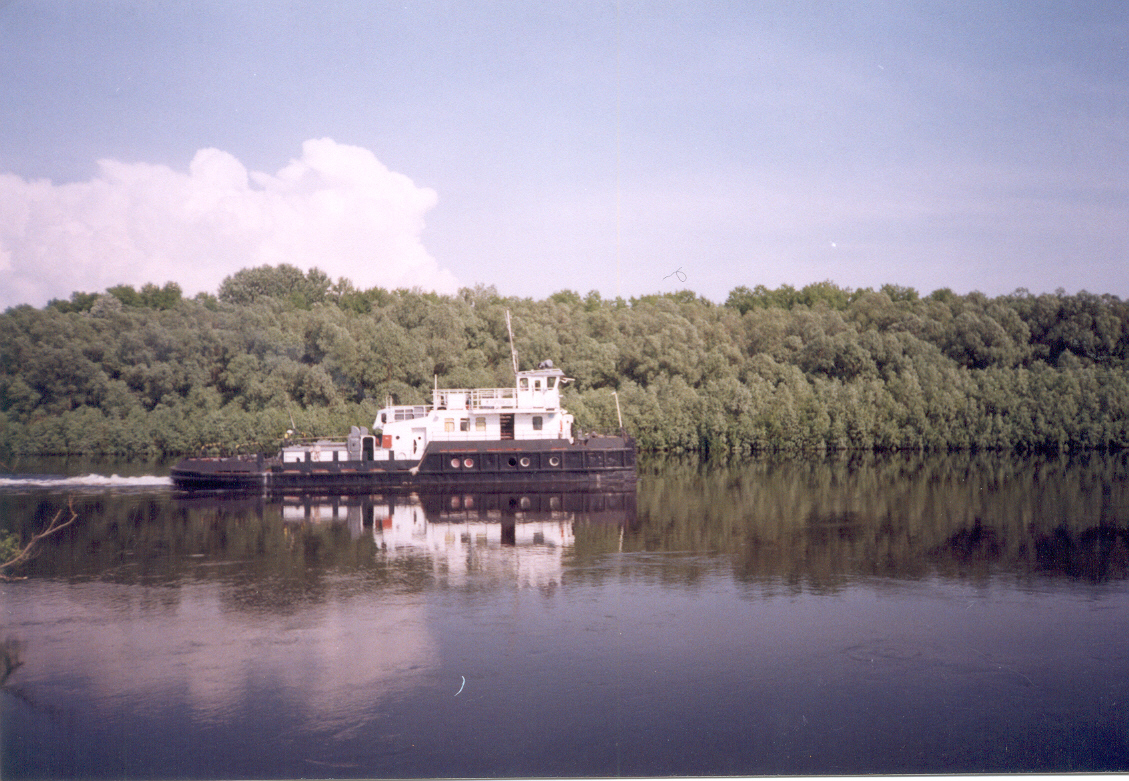
Один з останніх буксирів, помічених біля Сосниці, 2005 рік
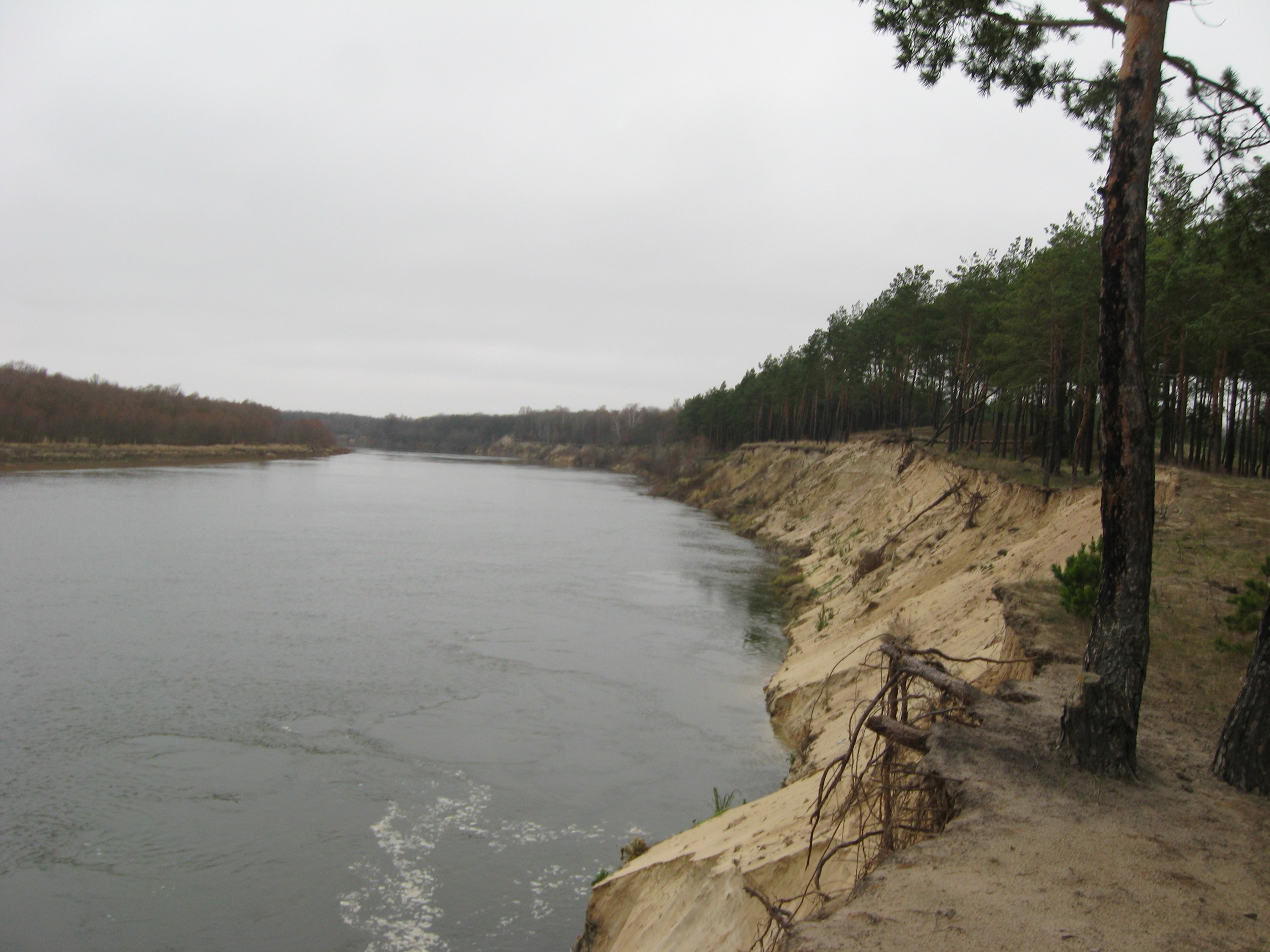
Десна біля Сосниці, урочище "Біла Круча",  Чернігівська обл.